# Jalga
Jalga, tidigare Khwaja Hijran, är ett distrikt i Afghanistan. Det ligger i provinsen Baghlan, i den nordöstra delen av landet, 160 kilometer norr om huvudstaden Kabul.
Distriktet beräknades år 2022 ha cirka 28 000 invånare.